# Continuing Criminal Enterprise Statute
Das Continuing Criminal Enterprise Statute (Umgangssprachlich auch CCE Statute oder The Kingpin Statute) ist ein Bundesgesetz der Vereinigten Staaten. Es richtet sich gegen Drogenhändler, welche für Handel in bedeutenden Rahmen verantwortlich sind. Anders als das RICO-Gesetz, welches gegen das organisierte Verbrechen allgemein gerichtet ist, richtet sich das CCE-Gesetz nur gegen große Organisationen, welche in den Drogenhandel involviert sind.
Das CCE-Gesetz ist als Kapitel 13 des 21 Titels des United States Code 21 U.S.C. § 848 kodifiziert. Durch das Gesetz wird es zu einer Bundesstraftat, wenn eine Gruppe von fünf oder mehr Personen es plant oder ausführt, den Comprehensive Drug Abuse Prevention and Control Act of 1970 organisiert und wiederholt zu verletzen. Damit eine Person aufgrund des CCE-Gesetzes verurteilt werden kann, muss sie diese Verschwörung zum Drogenhandel organisiert, geleitet oder aber dabei eine andere Führungsrolle innegehabt haben. Weiterhin muss sie aus dem Drogenhandel einen substantiellen finanziellen Gewinn oder andersartige Vorteile gezogen haben. Die vorgesehenen Strafen reichen von einer Mindest-Freiheitsstrafe über 20 Jahre bis zu einer Verurteilung zum Tod.

## Vorgesehene Strafen
Bei einer Erstverurteilung ist eine Mindestfreiheitsstrafe von 20 Jahren und eine Geldstrafe von nicht mehr als zwei Millionen US-Dollar vorgesehen, sowie die Einziehung sämtlicher Gewinne, welche aus den kriminellen Aktivitäten gewonnen wurden. 1984 wurde der Unterparagraph b hinzugefügt, welcher auch als „Super Kingpin“ Bestimmung bekannt ist. Nach diesem müssen Personen, bei denen festgestellt wurde, dass sie als Hauptverwalter („Principal Administrator“), Organisator oder als Anführer einer kriminellen Organisation tätig waren, welche eine große Menge Drogen vertrieben hat – zuletzt die 300-fache Menge dessen, was beim Besitz zu einer Mindeststrafe von fünf Jahren führen würde – oder welche aus dem Verkauf einen großen Gewinn gezogen haben – zuletzt 10 Millionen Brutto in einem Jahr – zu einer lebenslangen Freiheitsstrafe verurteilt werden. Die Strafe soll nicht ausgesetzt werden, ebenso ist eine Freilassung auf Bewährung ausgeschlossen. Personen, welche Mitglied einer unter das CCE-Gesetz fallenden kriminellen Vereinigung sind und einen Menschen vorsätzlich töten oder einen Mord beauftragen, können zum Tode verurteilt werden.

## Berühmte Fälle

### Black Mafia Family
Die Black Mafia Family war eine große Vertriebsorganisation für Kokain, welche von den Brüdern Demetrius „Big Meech“ und Terry „Southwest T“ Flenory geführt wurde. Angefangen als Crack-Dealer in ihrer High School im Südwesten von Detroit, verkauften die Flenory Brüder am Anfang der 1990er Tausende Kilogramm Kokain in mindestens 21 Bundesstaaten. Beide wurden am 12. September 2008 zu 30 Jahren verurteilt.

### Rayful Edmond III
Rayful Edmond wurde für den Vertrieb von Tausenden Kilogramm Kokain im Gebiet von Washington, D.C. verurteilt. Sein Prozess führte zur ersten „Anonymen Jury“ in der Geschichte von Washington. Die Geschworenen saßen weiterhin aus Sicherheitsgründen im Gericht hinter Panzerglas und Edmond wurde in der Marine Corps Base Quantico inhaftiert und an jedem Prozesstag vom Militär eingeflogen.

### Larry Hoover
Larry Hoover war der Gründer der Gangster Disciples und war ihr mutmaßlicher Anführer bis zu seiner Inhaftierung 1973. Am 31. August 1995 wurde Hoover im Vienna Correctional Center von Bundesagenten verhaftet und zum Metropolitan Correctional Center Chicago verbracht, wo er wegen Verstößen gegen das CCE-Gesetz angeklagt wurde. Er sitzt eine lebenslange Freiheitsstrafe im Supermax-Gefängnis ADX Florence ab.

### Tijuana-Kartell
Die Anführer des Tijuana-Kartells, sieben Brüder und vier Schwestern, hatten dieses von Miguel Ángel Félix Gallardo geerbt, nachdem dieser 1989 wegen seiner Verwicklung in die Ermordung eines DEA-Agenten inhaftiert wurde. Gegen alle wurden Anklagen nach dem CCE-Gesetz erhoben, aufgrund des Handels mit Kokain, Heroin, Methamphetamin und Marihuana sowie diverser Morde. Alle Brüder – mit Ausnahme von Carlos Arellano Félix und Luis Fernando Arellano Félix – wurden bis heute entweder verhaftet oder von der Polizei oder im Gefängnis getötet. Luis Fernando gilt als aktuelles Oberhaupt des Kartells.

### Augusto Falcon & Salvador Magluta
Salvador „Sal“ Magluta and Augusto „Willy“ Falcon waren die Anführer einer der wichtigsten Kokainschmuggel-Organisationen in der Geschichte von Südflorida. Sie wurden im April 1991 vor einer Grand Jury auf Bundesebene angeklagt, wegen einer Fülle von Verbrechen im Zusammenhang mit dem Drogenhandel, darunter das Leiten einer kriminellen Organisation. Ihnen wurde vorgeworfen, mehr als 75 Tonnen Kokain importiert und dann vertrieben zu haben. Beide wurden nach einem langen Prozess für „nicht schuldig“ befunden. Nach dem Prozess untersuchte die Staatsanwaltschaft die Finanzen von Magluta and Falcon, wobei endgültig bewiesen wurde, dass mehrere Mitglieder der Jury, darunter der Geschworenen-Hauptmann, bestochen worden waren. Magluta, Falcon, mehrere Geschworene, ihre Verbündeten und teilweise ihre Anwälte wurden wegen diverser Straftaten in Zusammenhang mit dem Prozess verurteilt. Magluta erhielt eine Freiheitsstrafe über 205 Jahre, während Falcon nur zu einer 20-jährigen Haftstrafe verurteilt wurde, nachdem er sich auf einen Handel mit der Regierung eingelassen hatte. Magluta wurde zuerst im  ADX Florence inhaftiert, nachdem sein Anwalt Paul Petruzzi gegen die Bundesregierung geklagt hatte, wurde er verlegt. Magluta strengt derzeit einen neuen Prozess an, auf Basis von mehr als 40 Rechtsverstößen, welche sich in seinem Prozess ereignet haben sollen. Bundesagenten, welche in den Fall involviert waren, erklärten später, dass es nur wenige Drogenhändler gegeben habe, welche erfolgreicher waren als Magluta and Falcon.

### Felix Mitchell
Felix „Die Katze“ Mitchell war ein bekannter Verbrecherkönig („Kingpin“) und Anführer des „69 Mob“ in Oakland. Er war ein bedeutender Heroinhändler. Auf der Höhe seiner Macht erstreckte sich sein Imperium über ganz Kalifornien und hatte Ausläufer in den Mittleren Westen. Seine Organisation brachte es auf einen monatlichen Gewinn über 400.000 US-Dollar. Felix wurde 1985 wegen Verstoßes gegen das CCE-Gesetz zu einer lebenslangen Freiheitsstrafe verurteilt und in Leavenworth inhaftiert. Weniger als ein Jahr nach seiner Inhaftierung wurde er am 21. August 1986 in seiner Zelle erstochen, einem Tag vor seinem 32ten Geburtstag. Bei seiner Beerdigung in Oakland wurde die Holzkutsche, in welcher sich sein Sarg befand, von 10 Rolls-Royce gezogen. Zahlreiche Prominente und über 1.000 Menschen begleiteten die aufwendige Beerdigung, welche weltweit das Interesse der Medien erregte.